# غريغ بيرد
غريغ بيرد (بالإنجليزية: Greg Bird)‏ (10 فبراير 1984 بنيوكاسل في أستراليا - ) هو لاعب دوري الرغبي وملاكم أسترالي.

## روابط خارجية
- غريغ بيرد على موقع ItsRugby.co.uk (الإنجليزية)